# Сетралит

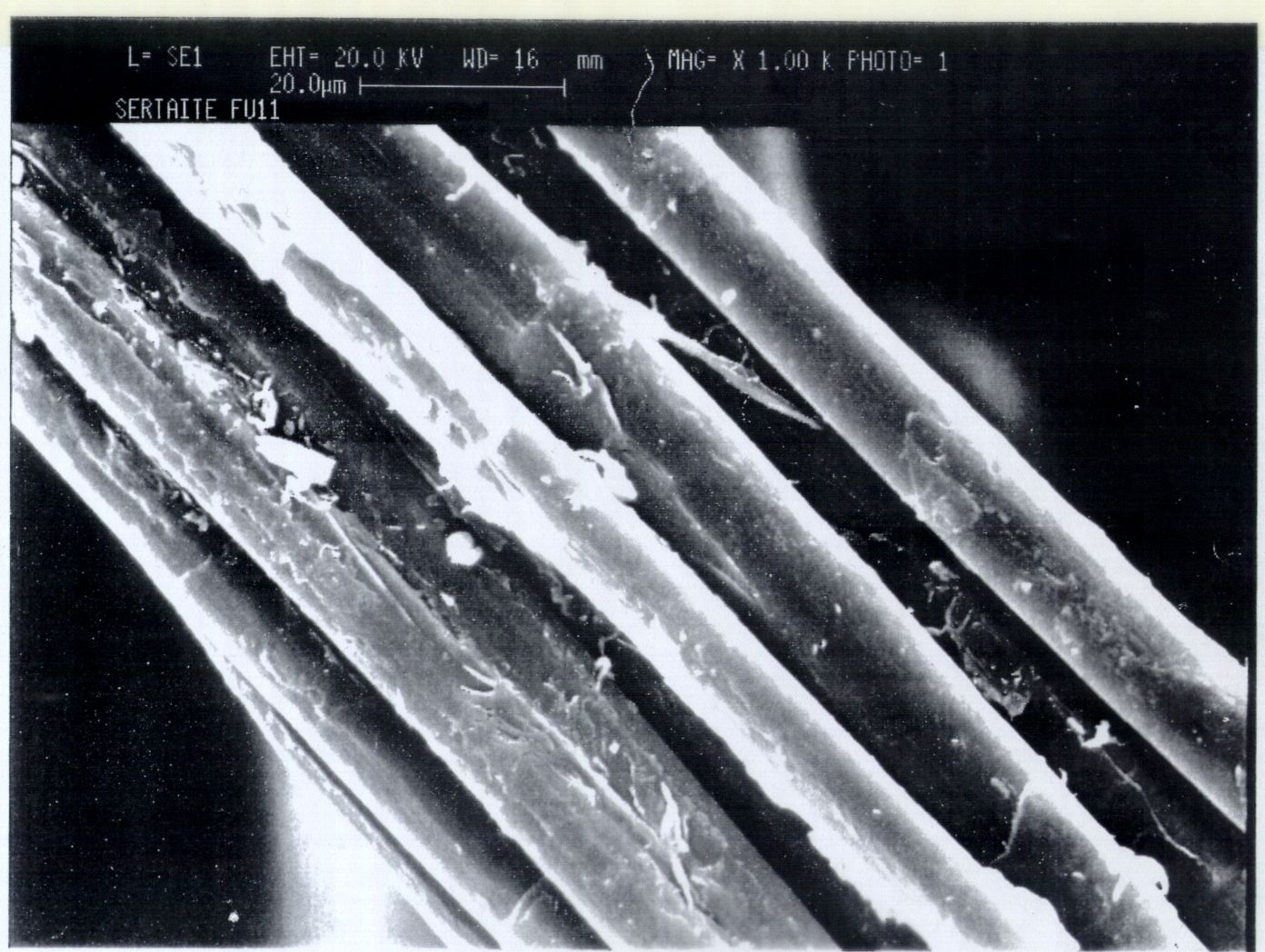
Сетралит: первая в мире фотография (сканирующий электронный микроскоп) обработанного ультразвуком льняного волокна

Сетралит (Setralit®) — технический натуральный материал на основе растительных волокон, со специально изменёнными для промышленного использования свойствами. Такой материал был впервые получен инженером Жан Леон Шпенером из Эльзаса и в дальнейшем разрабатывался немецкой фирмой ECCO Gleittechnik GmbH. Название «Сетралит» происходит от французской фирмы Setral S.a.r.l. дочернего предприятия ECCO, где в то время работал Шпенер. В 1990 году Сетралит был впервые описан в литературе.

## История

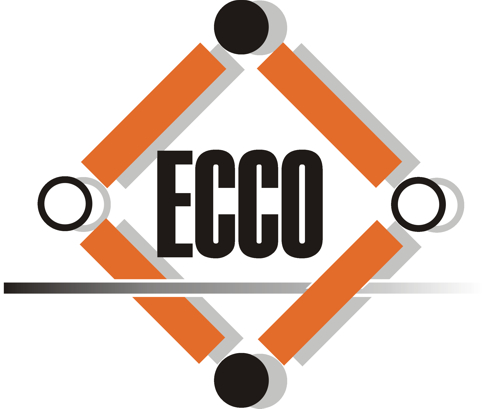
ECCO-Logo

В конце 80-x начале 90-x использование асбеста в тормозных колодках было запрещено сначала в Германии а затем во всех остальных странах ЕС. В связи с этим предприятия изготовители тормозных колодок искали заменитель, который был бы пригоден как усиливающая и вспомогательная фаза. Одновременно в ЕС в качестве меры регулирующей производство зерновых культур, было введено и субсидировалось ограничение посевных площадей. На выведенных из оборота площадях разрешалось выращивать только культуры для промышленного использования. ЕС и Германия выделяли субсидии на разработку новых материалов и способов производства из таких «возобновляемых источников сырья», в первую очередь из льна и — с 1996 года — из несодержащей тетрагидроканнабиол (ТГК) конопли.
На этой основе ЕССО участвовало в одном из поддерживаемых Министерством науки и технологии Германии (BMFT) совместных проектов, направленном на использование льняных волокон в колодках торможения и сцепления. В этом проекте впервые были использованы материалы Сетралит, полученные путём химической, термической и/или механической обработки льняных очёсов, одного из побочных продуктов текстильной промышленности. Пресса оценила этот подход как «сенсационное открытие».

Сетралит первого поколения имел недостаток, состоящий в том, что непостоянные свойства исходного сырья часто существенно влияли на технические параметры конечного продукта. Эти различия обусловлены условиями выращивания и подвержены влиянию климатических факторов а также краткосрочных и неуправляемых изменений погоды в местах выращивания. Особенно существенны эти воздействия во время росяной мочки стеблей льна.

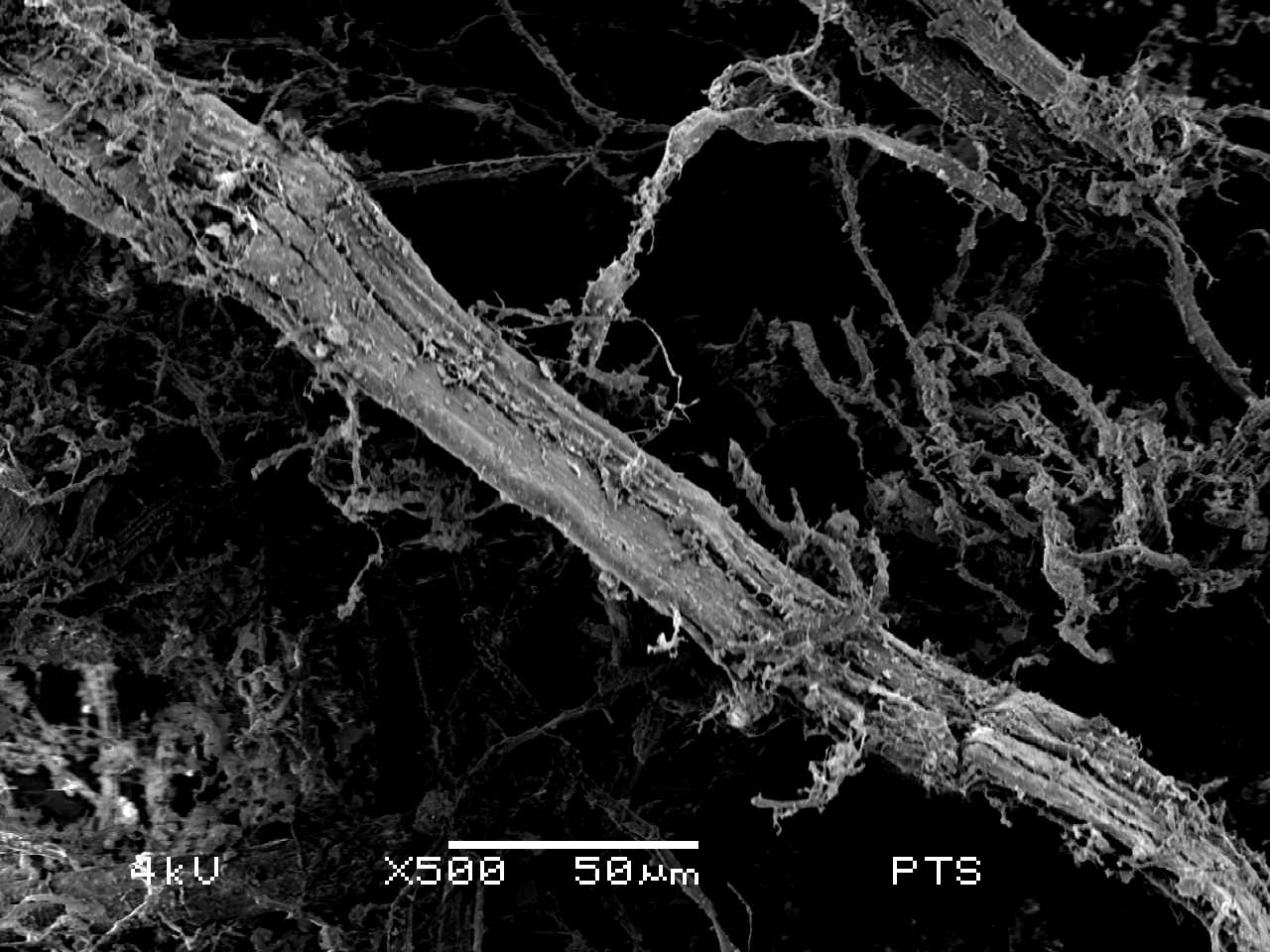
Фибриллированные волокна Сетралита

Для решения этой проблемы ECCO разработало в середине 1990-х ультразвуковой метод, при котором компоненты растительных волокон (лигнин, пектин, вакс, клеевые, ароматические и красящие вещества а также пыль, бактерии и споры грибов) удаляются или разрушаются с помощью управляемого химико-механического воздействия. Очищенные таким образом волокна Сетралит второго поколения отличались по сравнению с волокнами первого поколения существенно более определённым спектром свойств, что делало их пригодными для промышленного использования.
Работая в этом направлении, ЕССО в сотрудничестве с различными компаниями строительной, бумажной промышленности и производителями полимеров, разработала ряд материалов Сетралит для различных применений. Прорыв в этом направлении произошёл в 2005 году, когда удалось создать фибриллированный Сетралит для замены арамидной пульпы (Кевлар, Тварон) в тормозных колодках автомобилей.
Проникновению волокон Сетралит в новые области промышленного использования способствовали усиливающиеся политические дискуссии об устойчивости окружающей среды, сбережении природных ресурсов и уменьшении количества парниковых газов.
Согласно исследованиям института nova в Хюрсе(Hürth), в перспективе отсутствуют какие либо альтернативы усиленному промышленному использованию аграрного сырья. При этом биоматериалы, например, биоразлагаемые и долговечные биополимеры, усиленные природными волокнами (био)полимеры и композиты дерево-пластик образуют одну из наиболее интересных групп продуктов.

## Производство (Сетралит метод)

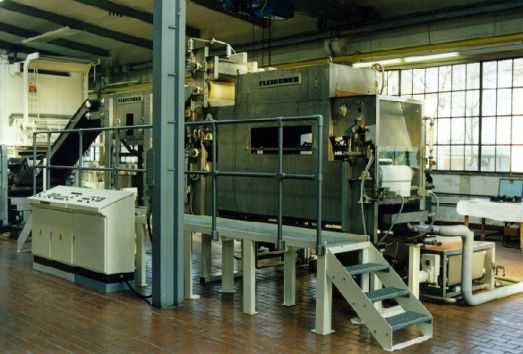
Ультразвуковая установка

Производство Сетралита включает две стадии. На первой стадии сырьё в водном растворе подвергается действию ультразвука ecco-fibre.net, с последующим промыванием и сушкой. На второй стадии подготовленные таким образом Сетралит волокна подвергаются специальным воздействиям в зависимости от назначения конечного продукта. Как правило, эта стадия чисто механическая (разрезание, помол, фибриллирование и пр.), но может быть также скомбинирована с термической или химической обработкой. Под Сетралит процессом понимается комбинация двух или нескольких последовательных процессов обработки. Поскольку при раскрытии многослойных волокон отдельные волокна сохраняют свои исходные физические свойства, Сетралит рассматривается как природный материал.
Управление процессами ультразвукового вскрытия и последующими стадиями обработки позволяет оптимизировать природные свойства волокон в соответствии с требованиями конечного продукта.
В качестве исходного материала (сырья) могут использоваться в принципе любые растительные волокна. Преимущественно используются лубяные волокна однолетних растений (лён, конопля, джут, гибискус коноплёвый). Также пригодны волокна стеблей многолетний растений (крапива, китайская крапива), волокна листьев (сизальская пенька, манильская пенька, а также семян и плодов (хлопок, капок, кокос). Напротив использование Сетралит — метода с травами и злаками (бамбук, мискантус, жмых сахарного тростника, зерновые, рис, маисовая солома) до настоящего времени недостаточно изучено.
В случае волокон однолетних растений Сетралит метод применяется либо к сухой разрушенной соломе (механическое вскрытие волокон) либо к уже к свободным от древесных компонентов волокнам (длинное волокно, ветошь). В первом случае после обработки ультразвуком волокна должны быть механически отделены от посторонних компонентов (костра). Преимущество состоит в том, что в качестве сопутствующего продукта получается очищенная костра, служащая сырьём для порошка природных волокон. Костра может обрабатываться с помощью модифицированного Сетралит метода.

## Свойства

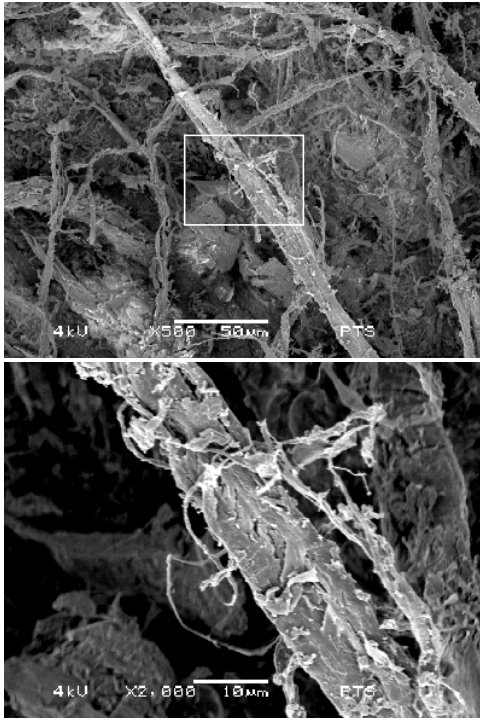
Сетралит Тип 1: натуральные волокна, обработанные ультразвуком, сильно фибриллированные (Конопля)

Материалы Сетралит отличаются по техническим свойствам, порой существенно, от растительного сырья из которого они произведены. Основополагающий отличительный признак Сетралита по сравнению с натуральными волокнами, полученными обычным способом, состоит в постоянстве технических характеристик, достигаемом путём стандартизированных процессов обработки. В то время как обычные природные материалы в значительной степени отражают непостоянство качества исходного сырья, при ультразвуковой обработке эти различия нивелируются.
Дополнительные отличительные особенности:
- Высокая степень очистки
- Светлый цвет
- Более высокая термоустойчивость
- Постоянное качество
- Быстрое, существенное и равномерное поглощение воды

Различные, в основном механические стадии обработки второй ступени приводят к серии Сетралит материалов, которые различаются как по внешнему виду так и по техническим свойствам. Эти особенности определяют возможное использование и отражаются в технической спецификации продукта. В спецификации указаны допустимые изменения ключевых параметров.

### Спецификация фибриллированных натуральных волокон SETRALIT® NFU/31-2
Натуральные волокна — порошок, очищен, фибриллирован
| Средние значения (свойства индивидуальных образцов находятся в указанных пределах) |                  |                    |
| Свойство                                                                           | Среднее значение | Диапазон изменения |
| Плотность (г/см³)                                                                  | 1,35             | 1,25-1,45          |
| Средняя длина усилительных волокон (мм)                                            | 2,5              | 1,00-5,00          |
| Удельная поверхность по Блане -Дикерхофу (1) (см²/г)                               | 9500             | 7000-12000         |
| Влажность (%): ИК весы, 2г. 30 мин. При 110°С                                      | 4                | 2,8-5,8            |
| Насыпной объём (мл/100 г.)                                                         | 3500             | 2000-5000          |
| Объём после уплотнения (мл/100 г.: 5000 ударов с нагрузкой 100 г. каждый)          | 1400             | 800-2000           |
| Потери при прокаливании                                                            | 98,7             | 98,2-99,2          |
| Остаток после прокаливания (%: 2г., 2 часа при 800°С)                              | 1,3              | 0,8-1,8            |
| Доля фибрилл (2) (массовый %)                                                      | 25               | 10-50              |

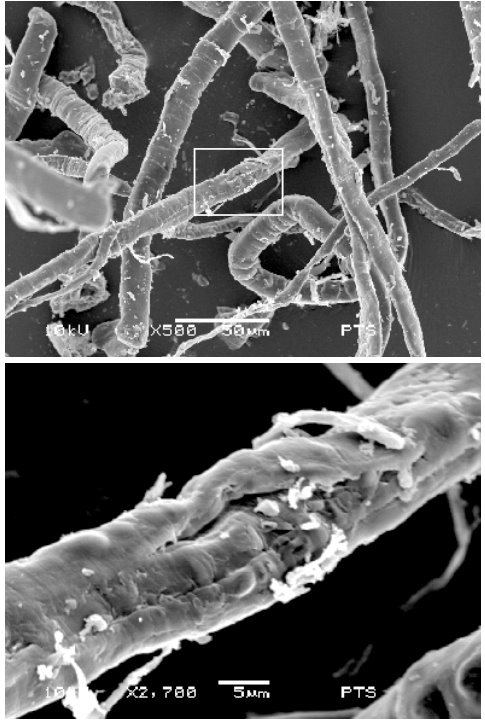
Сетралит Тип 2: натуральные волокна, обработанные ультразвуком, слабо фибриллированные (Конопля)

(1) 10,000 см²/г БД (Блане -Дикерхоф) соответствует ~6 м²/г ВЕТ (Врунауэр, Эммет, Теллер)
(2) Под «фибриллой» в этом контексте понимается часть волокна, диаметр которого меньше одной третьей диаметра исходного волокна. Эта граница является условной.
Значения механической твёрдости волокон Сетралит соответствуют параметрам исходного материала (например для льна, конопли, китайской крапивы). Ультразвуковая обработка не приводит к какому либо повреждению волокон, таким образом уменьшение твёрдости связано с процессами механической обработки на второй стадии.

### Сравнение фибрилированных природных волокон с арамид-пульпой.

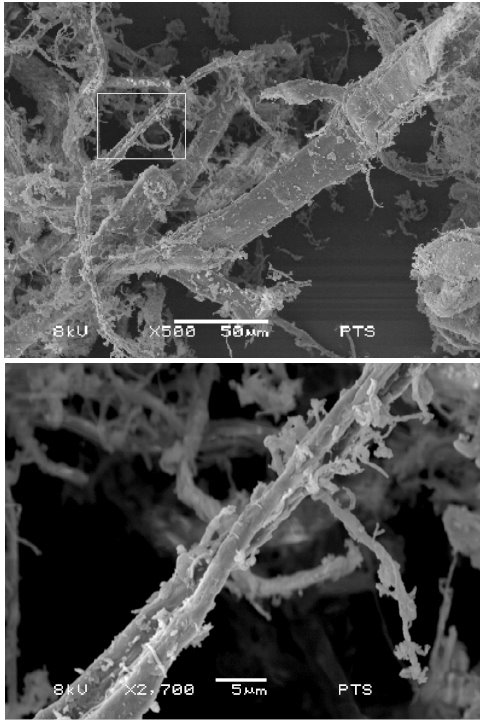
Сетралит Тип 3: натуральные волокна, обработанные ультразвуком, умеренно фибриллированные (китайская крапива)

(Применение: тормозные колодки) Свойства фибриллированных Сетралит — волокон в сравнении с фибриллированной синтетической фазой (Арамид пульпа):
|                                                | Природные волокна (пульпа) | Арамид-пульпа          |
| Наименование продукта                          | Setralit®                  | Twaron®, Kevlar® и др. |
| ---------------------------------------------- | -------------------------- | ---------------------- |
| Стандартный тип                                | Setralit® NfU/31-2         | Twaron® 1095           |
| Сырьё                                          | растительные волокна       | нефть                  |
| Производство                                   | обработка ультразвуком     | химический синтез      |
| Фибриллирование                                | Фибриллирование            | механическое           |
| Общие свойства                                 | Setralit®                  | Twaron®                |
| Цвет                                           | белый                      | жёлтый                 |
| Плотность (г/см³)                              | 1,25-1,45 (1)              | 1,44(2)(3)             |
| Толщина волокон (µм)                           | 15-20 (1)                  | 13(2)                  |
| Прочность на разрыв (Н/мм²)                    | 0,5(a)(1)                  | 1,9(2)                 |
|                                                | 1,2(b)(2)                  |                        |
| Прочность на растяжение (ГПа)                  | 2(b)(2)                    | 2,76-3,15(2)           |
|                                                | 0,25-0,39(a)(4)            | 2,8(3)                 |
| Е — модуль(ГПа)                                | 85(b)(2)                   | 60-90(2)               |
|                                                | 12-26(a)(4)                | 80(3)                  |
| Относительное удлинение при разрыве (%)        | 2,4(b)(2)                  | 3,4(2)                 |
|                                                | 1,3-2,8(a)(4)              | 3,3(3)                 |
| Температура разрушения (°С)                    | 270(c)(1)                  | 500(c)(1)              |
|                                                | 450(3)                     |                        |
| Свойства зависящие от типа продукта            | Setralit®                  | Twaron®                |
| Средняя длина структурообразующих волокон (µм) | 7500(1)                    | 900-1900(3)            |
| Доля фибрилл (%)                               | ~25(1)                     | ~25(1)                 |
| Удельная поверхность (см²/г)                   | 10000 (BD)(1)              | 5–8 m²/g (BET)(3)      |
| Влажность (%)                                  | 7(1)                       | 4-8(3)                 |
| Показатели качества                            | Setralit®                  | Twaron®                |
| Отношение к воде                               | гидрофильный               | гидрофобный            |
| Смачиваемость                                  | высокая                    | низкая                 |
| Електростатическое накопление заряда           | низкое                     | высокое                |
| Токсичность                                    | отсутствует                | возможна               |
| Утилизация                                     | компостируется             | специальные отходы     |

(1)результаты измерений ECCO Gleittechnik GmbH
(2) Sotton: Flax — a natural fibre with outstanding properties. Techtextil, Frankfurt 1998
(3) Twaron®- The Power of Aramid. Akzo, Informationsschrift
(4) Abschlussbericht zum Vorhaben: Ermittlung werstoffkundlicher Merkmale von Flachsfasern. Institut für Kunststoffverarbeitung Aachen
(a) измерения на связке волокон
(b) измерения на элементарном волокне
(c)Термогравиметрический анализ(ТГА): в данном случае температура при 5 % потере массы сухого волокна (скорость нагрева 5°С/мин)
(d) ТГА: в данном случае определяется как масса волокон делённая на общую массу.
(e) Определено по методике Блан Дюкерхоф (сопротивление потоку азота): соответствует 6м²/г ВЕТ (абсорбция азота).
(f) Механические свойства льна и конопли очень похожи.

## Применение
Setralit® может широко использоваться в качестве исходного материала для промышленного производства. В технически сложных приложениях (например тормозные колодки) им могут быть заменены такие искусственные волокна как например арамид.

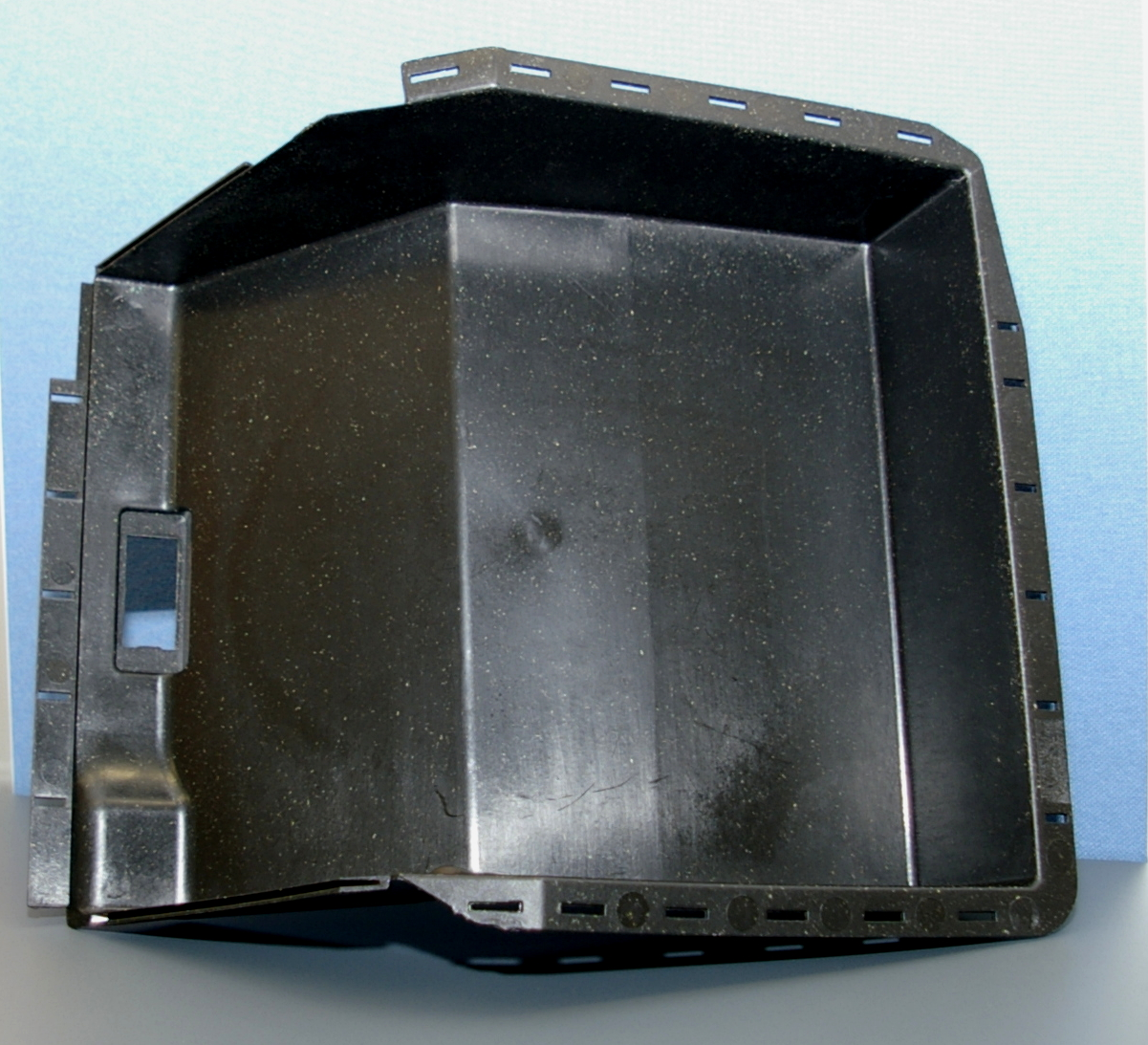
Пример для одного из перспективных применений Сетралита: ящик для перчаток в автомобиле изготовленный методом литья под давлением из полипропилена усиленного природными волокнами льна.

Сетралит может быть использован как в усиленных конструкционных материалах (полуфабрикаты, заготовки, компаунды) так и непосредственно в конечных продуктах (усиленные природными волокнами строительные материалы, уплотнители, нетканые материалы).
Области применения Setralit волокон:
- Тормозные колодки являются в настоящее время основной областью применения Сетралита. Они широко используются в первую очередь в машиностроении, поскольку износ таких колодок в сравнении с другими материалами не представляет опасности для здоровья работников (см. 3.2). Тормозные колодки в автомобилях изготавливаются из большого числа компонентов, среди которых температуроустойчивые природные и искусственные смолы, твёрдые смазки, наполнители, металлы, волокна в том числе Сетралит. Такие тормозные колодки наиболее распространены в Европе, северной Америке и Японии а также на рынках Индии и Китая. Хотя асбестсодержащие фрикционные покрытия запрещены в ЕU с 1989 года, даже в настоящее время фиксируются повышенные концентрации асбеста там где наиболее часто тормозят (перекрёстки, съезды с автобанов, вокзалы, аэропорты).
- Строительный сектор: штукатурка, сухой раствор, цемент, бетон, поробетон, гипс, каменный настил, силикатный кирпич, гипсокартон, изоляционный материал, изоляционная плита, дисперсные красители
- Полимеры: заготовки с волоконной матрицей, препреги, SMC, BMC, формы, полимеры усиленные волокнами, особенно биополимеры.
- Текстиль: одежда, домашний текстиль, промышленный текстиль, геотекстиль, фильтры, спанлейс, нетканые материалы, медицинские и гигиенические товары.
- Химическая промышленность: уплотнители, фильтрирующие материалы, наполнители, тиксотропные средства, битумы, резина, политуры, замазки, шпаклёвки, клеи
- Бумага: техническая бумага, картон, специальная бумага
- Другие области применения (специально для костры и других побочных продуктов): подстилка для животных, насыпные материалы, корм для животных (пектин и т. п.), биогаз, производство электроэнергии.

Длина волокон технического Сетралита и общие направления использования взаимосвязаны следующим образом:
- Длинные волокна ≥ 100 мм — текстиль

Нитки, пряжа, нетканые материалы (напр. Теплоизоляция)
- Короткие волокна 0,5-10 мм армированные материалы, текстильные короткие волокна, усиливающие конструкционные материалы[4]), Спанлейс[4],
- Вспомогательная фаза ≤ 1 мм.

Улучшение процессов обработки (напр. Тормозные колодки)

## Марка Сетралит

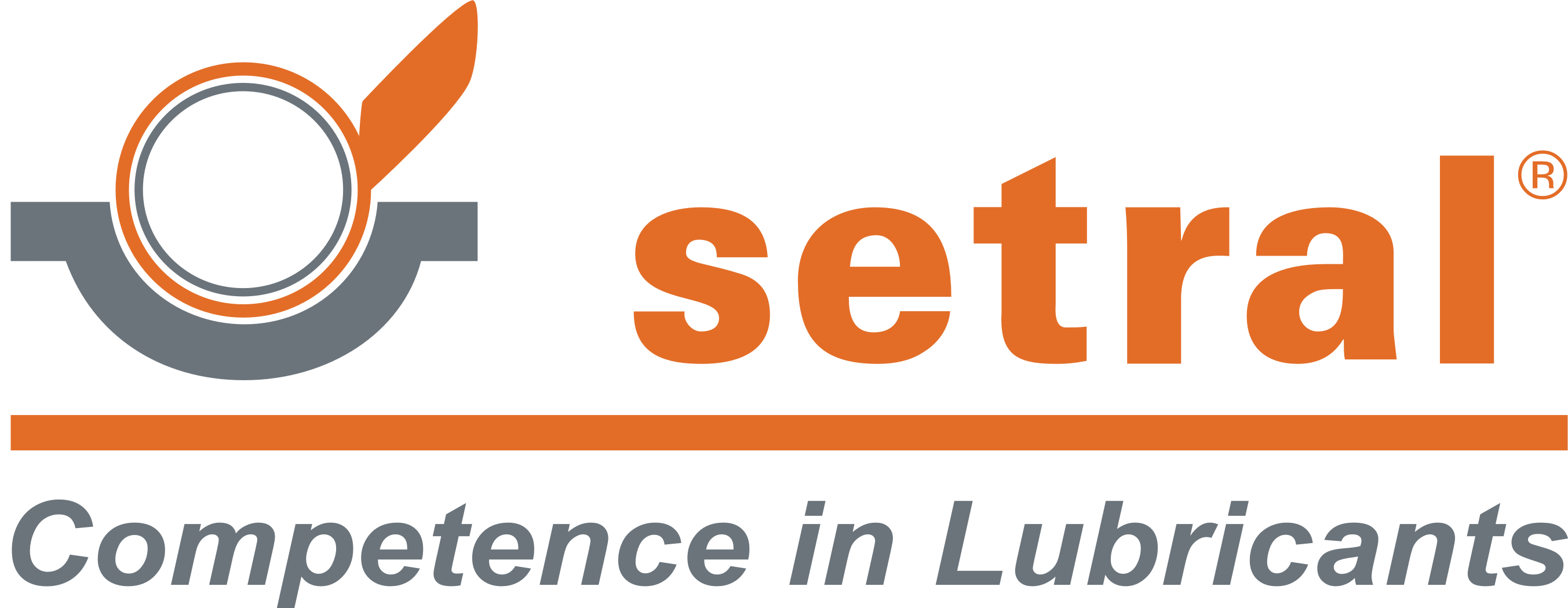
Setral-Logo

«SETRALIT» является всемирно защищённым брендом и зарегистрированной торговой маркой ECCO Gleittechnik GmbH.
Оригинальные Сетралит волокна поступают в продажу также под другими наименованиями.

## Предприятие
ECCO Gleittechnik GmbH и дочерняя компания Setral Chemie GmbH были основаны Карлом-Хайнцем Хензелем в 1982 и 1984 годах соответственно. С 1985 года в эту группу входит французская компания Setral S.A. (в настоящее время S.a.r.l.). В то время как ECCO работает в области альтернативных твёрдых смазок и разработки материалов из природных волокон, её дочерние компании Setral Chemie GmbH и Setral S.a.r.l. занимаются разработкой, производством и продажей специальных высокоэффективных смазочных материалов и сервисных продуктов.